# Ангмар
Ангмар (на английски: Angmar), в митологичния свят на Толкин, е кралство намиращо се далеч на север в Мъгливите планини. Там се е намирала древната столица-крепост Карн Дум на Краля-магьосник на Ангмар. По късно покварен от Пръстен на силата даден му от Тъмния владетел Саурон, превръщайки го в първия и най-силен от Духовете на пръстена (още познати като Назгули). За него се казва че: Никой мъж не може да го убие.